# Blanford
Blanford – jednostka osadnicza w Stanach Zjednoczonych, w stanie Indiana, w hrabstwie Vermillion.